# Steindorf am Ossiacher See
Steindorf am Ossiacher See är en ort och kommun i Österrike. Den ligger i distriktet Feldkirchen i förbundslandet Kärnten, 250 km sydväst om huvudstaden Wien. Kommunens förvaltning finns i Bodensdorf.
Kommunen består av 21 orter (Ortschaften) (inom parentes invånarantal 1 januari 2024):

- Apetig (49)
- Bichl (17)
- Bodensdorf (1 152)
- Burg (39)
- Burgrad (8)
- Golk (10)
- Langacker (29)
- Nadling (195)
- Ossiachberg (53)
- Pfaffendorf (120)
- Regin (17)
- St. Urban (39)
- Sonnberg (45)
- Steindorf am Ossiacher See (485)
- Stiegl (321)
- Tiffen (182)
- Tratten (112)
- Tscherneitsch (17)
- Tschöran (500)
- Unterberg (381)
- Winkl Ossiachberg (79)